# Rhynchopelta
Rhynchopelta là một chi ốc biển, là động vật thân mềm chân bụng sống ở biểns trong họ Peltospiridae.

## Các loài
Các loài trong chi Rhynchopelta gồm có:
- Rhynchopelta concentrica McLean, 1989[3]